# Alexandre Fleury
Pour les articles homonymes, voir Fleury.
Alexandre Fleury (1848-1933) est un jésuite français, qui eut une œuvre considérable dans le domaine de la liturgie, pour faire participer les laïcs, dans la première moitié du XXe siècle.

## Œuvre
Il fut surtout l’éditeur du Paroissien expliqué et commenté, un missel pour les fidèles plus connu sous le nom de Missel de Fleury, de nombreuses fois réédité de 1913 à 1943 et très important pour le renouveau de la participation à la messe. Ce livre fut encore réédité après sa mort sous le nom de Missel vespéral expliqué et commenté en 1949. Il mena à bien plusieurs de ces projets avec ses confrères jésuites J. de Bellaing et René Compaing de la Tour Girard.
Il fut également le compilateur d'un copieux Recueil de cantiques et de chants latins, avec musique notée, connu sous la référence « P. A. F. » (pour « Père Alexandre Fleury »).

## Ouvrages
- Le livre du chrétien (1894)
- Recueil de cantiques et de chants latins (1896) [plusieurs éd.]
- Missel et rituel des défunts (1913) [plusieurs éd.]
- Le livre de la prière inspirée (1913)
- L’office divin: missel et rituel (1921)
- Prière inspirée et prière de l’Église (1926).
- Office des morts très complet (1926)
- Bréviaire des fidèles. Extrait du Bréviaire romain (1933)
- Missel vespéral expliqué et commenté (1949)